# Kevanophisis
Kevanophisis is een geslacht van rechtvleugeligen uit de familie sabelsprinkhanen (Tettigoniidae). De wetenschappelijke naam van dit geslacht is voor het eerst geldig gepubliceerd in 1992 door Jin.

## Soorten
Het geslacht Kevanophisis  is monotypisch en omvat slechts de volgende soort:
- Kevanophisis ponapensis (Kevan, 1992)